# Josip Vukojević
Josip Vukojević (Slobodnica, 17. kolovoza 1959.) hrvatski je akademski slikar poznat po radovima nadahnutima slavonskim motivima.

## Životopis
Gluhonijem je od rođenja. Godine 1986. završio je crtačku i slikarsku školu "Albert Gruber" u Slavonskom Brodu, pod vodstvom profesora Krunoslava Kerna. Umjetničko obrazovanje nastavio je na autorskoj školi slikanja "Agora" u Zagrebu, gdje je 2000. godine diplomirao u klasi profesora Dine Trtovca. Vukojević je bio član Hrvatskog društva likovnih umjetnika (HDLU-a) od 1995. godine, a od 2006. godine i član Udruge za kulturu osoba oštećena sluha Hrvatske "Svijet tišine".

## Umjetnički rad
Sudjelovao je na 50 samostalnih i oko 200 skupnih izložbi, kao i na gotovo 200 likovnih kolonija, najčešće humanitarnog karaktera. U njegovim djelima prevladavaju motivi slavonske ravnice, konja, narodnih nošnji i svakodnevnog života. Umjetnički opus obuhvaća akril, ulje na platnu, suhi pastel i kombinirane tehnike.
Mentorirao je više od 20 amaterskih umjetnika.
Donirao je više od 274 slika u humanitarne svrhe: za pomoć djeci bez roditelja, za obnovu ratom pogođenih područja, te za podršku hrvatskim braniteljima.

## Nagrade i priznanja
Dobitnik je više od 190 priznanja i nagrada., među kojima se ističu:
- 2007. – prva europska nagrada na 19. međunarodnom natjecanju gluhih slikara u Cuviju (Varese, Italija)
- 2008. – četvrta europska nagrada na 20. međunarodnom natjecanju gluhih slikara u Italiji
- 2008. – treća svjetska nagrada na međunarodnom natjecanju „Buza“ u Tirani (Albanija)
- 2009. – prva europska nagrada na 21. međunarodnom natjecanju gluhih slikara u Italiji
- 2009. – prva europska nagrada na 1. međunarodnom natjecanju gluhih umjetnika „Snaga boja u tišini“ u Zagrebu[1]

## Vanjske poveznice
- Službena stranica Josipa Vukojevića